# Alfred Streun
Alfred „Freddy“ Streun (* 17. Juni 1925 in Bern; † 26. November 2019 in Muri bei Bern) war ein Schweizer Eishockeyspieler und -trainer.

## Karriere
Streun, der auf der Position des rechten Flügelstürmers agierte, war nachweislich mindestens in der Saison 1945/46 für den SC Bern in der Nationalliga A aktiv.
Als Cheftrainer stand er in der Spielzeit 1954/55 bei Fribourg-Gottéron in der Nationalliga B hinter der Bande.

### International
Streun stand für die Schweiz bei der Weltmeisterschaft 1950 – die Schweiz gewann die Bronzemedaille – und den Olympischen Winterspielen 1952, bei der die Schweiz den fünften Platz belegte und Streun einen Treffer verbuchte, auf dem Eis.